# Hôpital Lariboisière
Het Hôpital Lariboisière is een ziekenhuis in het 10e arrondissement in Parijs, Île-de-France (Frankrijk). Het is opgericht in 1854. Het is onderdeel van de Assistance publique - Hôpitaux de Paris en een academisch ziekenhuis van de Université de Paris en is met meer dan 1.300 bedden een van de grotere ziekenhuizen van Europa.

## Beroemde professor
- Philippe Douste-Blazy, Franse cardioloog en politicus

## Beroemde patiënt
- Henri Charrière, Frans crimineel en schrijver

- Gemeinsame Normdatei: 1085758796
- International Standard Name Identifier: 0000 0000 9725 279X
- Library of Congress Control Number: n88602475
- Système universitaire de documentation: 035811390
- Virtual International Authority File: 143826959